# Zegel van Minnesota

Zegel van Minnesota sinds 2024.

Zegel van Minnesota tot 2024.

De Great Seal of the State of Minnesota (Grootzegel van de staat van Minnesota) is de staatszegel van Minnesota, Verenigde Staten.
Op 5 december werd unaniem gekozen voor een ontwerp van Ross Bruggink met daarop een gavia, de staatsvogel van Minnesota, en de Poolster, en met als thema de natuur van Minnesota. Het nieuwe zegel verving het vorige op de Statehood Day (11 mei) in 2024.

## Vorige zegel
Een kolonist is met zijn ploeg afgebeeld aan de oever van de rivier de Mississippi bij de St. Anthony-waterval. Het geweer tegen een boomstronk geeft aan, dat de oorlog heeft plaatsgemaakt voor het boerenbedrijf, maar tegelijk dat men klaar staat om zich te verdedigen. De indiaan draaft richting de zon, als teken voor de achteruitgang van oorspronkelijke bevolking. De zegel staat ook, alleen dan in andere kleuren, centraal op de vorige vlag van Minnesota.
Het voormalige zegel en de vlag hebben kritiek gekregen, vooral van inheemse groepen, vanwege de weergave van de relaties tussen blanke kolonisten en inheemse Amerikanen. Als reactie op deze bezorgdheid riep de Minnesota Legislature in mei 2023 de State Emblems Redesign Commission in het leven om zowel het zegel als de staatsvlag te veranderen.